# Hijaluronan
Hijaluronan (hijaluronska kiselina, hijaluronat, HA) je anjonski, nesulfatisani glikozaminoglikan koji je prisutan širom vezivnog, epitelnog, i neuronskog tkiva. To je životinjski polisaharid, čija ponavljajuća disaharidna struktura je sastavljena od D-glukuronske kiseline i ND-N-acetilglukozamina, međusobno povezanih β-1,3-glikozidnim vezama.
Hijaluronska kiselina je jedinstvena među glikozaminoglikanima po tome što je nesulfatisana, da se formira u ćelijskoj membrani umesto Goldžijevog aparata, i što može da bude veoma velika, sa molekulskom masom koja često doseže milione daltona.
Kao jedna od glavnih komponenti ekstracelularnog matriksa, hijaluronska kiselina u znatnoj meri doprinosi ćelijskoj proliferaciji i migraciji, a može takođe da uzme udela i u progresiji pojedinih malignih tumora.
Hijaluronska kiselina je glavni sastojak takozvanih hijaluronskih punilaca koji se koriste u okviru antistarosne medicine.
U proseku osoba sa 70 kg (154 lbs) ima oko 15 grama hijaluronske kiseline u telu, jedna trećina od čega se pretvara (razgrađuje i sintetiše) svakog dana. Hijaluronska kiselina je isto tako komponenta grupe A streptococcal ekstracelularnih kapsula, i smatra se da učestvuje u virulenciji.

## Spoljašnje veze
- ATC kodovi: D03AX05, M09AX01, R01AX09, S01KA01
- Hyaluronan на 